# Klassik für Kids
Klassik für Kids. Geschichten, Hörspiele und Musik mit Justus Frantz ist eine Hörspielserie, die Leben und Musik klassischer und barocker Komponisten vorstellt.

## Handlung
Klassik für Kids stellt durch Erzählbeiträge, Hörspielsequenzen und musikalische Einspielungen das Leben, Werk und den geschichtlichen Hintergrund berühmter Komponisten dar. Die Geschichten sind inspiriert von Biografien und enthalten neben Anekdotischem auch historische und musiktheoretische Randinformationen, die das Verständnis von Leben und Werk der Komponisten unterstützen. Bei der Produktion wurden u. a. Einspielungen der Bamberger Symphoniker oder des London Symphony Orchestra verwendet.

## Geschichte
Das Hörspielprojekt wurde im Jahr 1994 von Justus Frantz angeregt, als er erkannte, dass Kinder nur begrenzten Zugang zur klassischen Musik hatten. Mit dem Wunsch, Wissen über klassische Musik und ihre Komponisten weiterzugeben, entwickelte er Klassik für Kids. Die Hörspielreihe zählte lange zu den „umsatzstarken“ Formaten im Hörspielsektor der Komponistenporträts für Kinder.

## Folgenindex
| 1993 | Mozart Was Here                   | CD 290 978-278   |
| 1994 | Hip Hop Haydn                     | CD 74321 18025 2 |
| 1994 | Let's talk about Liszt            | CD 291 124-278   |
| 1994 | Viva Vivaldi                      | CD 74321 18024 2 |
| 1994 | Schu(h)mann is lieb               | CD 74321 18023 2 |
| 1994 | Roll Over Beethoven               | CD 290 979-278   |
| 1994 | Back To Brahms                    | CD 291 122-278   |
| 1994 | I Love Chopin                     | CD 74321 18022 2 |
| 1994 | Tschaikowsky forever              | CD 74321 18027 2 |
| 1994 | Dvořák ...find' ich gut!          | CD 74321 30245 2 |
| 1994 | Schubidu Schubert                 | CD 291 123-278   |
| 1994 | Bach For President                | CD 291 122-278   |
| 1995 | Applaus für Strauß                | CD 74321 30243 2 |
| 1995 | Happy Händel                      | CD 291 121-278   |
| 1995 | Magic Mendelssohn-Bartholdy       | CD 74321 30244 2 |
| 2010 | 3CDs: Mozart – Beethoven – Händel |                  |